# Låt den rätte komma in (film)
Låt den rätte komma in är en svensk romantisk skräckfilm i regi av Tomas Alfredson som hade biopremiär i Sverige den 24 oktober 2008. Filmen baseras på romanen med samma namn från 2004 skriven av John Ajvide Lindqvist, som även har författat filmens manus. Den utspelar sig i Stockholmsförorten Blackeberg i början av 1980-talet och berättar historien om två 12-åriga barn. Det ena är en hämndlysten pojke vid namn Oskar som mobbas av sina skolkamrater. Det andra en vampyrflicka vid namn Eli som måste jaga färskt blod för att överleva. De båda blir vänner och senare kära i varandra, men Oskar blir snart varse Elis mörka hemlighet. Några av filmens bifigurer är Håkan, Elis medhjälpare, och Lacke, vars vänner hotas av Eli.
Alfredson lade mindre fokus på skräck- och vampyrgenrernas konventioner och bestämde sig för att tona ner många delar av romanen och i första hand fokusera på förhållandet mellan de två huvudpersonerna. Valet av de båda huvudrollsinnehavarna var en årslång process med en öppen audition som hölls över hela Sverige. Till sist valdes skådespelarna Kåre Hedebrant och Lina Leandersson. Leanderssons röst i filmen dubbades av Elif Ceylan, i syfte att låta mindre kvinnlig. Filmen spelades in i Luleå samt delvis i Blackeberg och Råcksta, med Hoyte Van Hoytema som filmfotograf.
Filmen visades på flera filmfestivaler världen över. Den blev väl mottagen av svenska och internationella filmkritiker som hyllade filmens regi, manus, foto, scenografi samt Kåre Hedebrants och Lina Leanderssons samspel. Filmen vann flera utmärkelser, bland annat "Founders Award för bästa narrativ" på Tribeca Film Festival 2008 och Méliès d'Or för "Bästa Europeiska fantastiska långfilm" från European Fantastic Film Festivals Federation 2008. Den tilldelades också fem Guldbaggar från Svenska Filminstitutet och en Saturn Award för "bästa internationella film". En amerikansk nyversion av filmen med titeln Let Me In hade biopremiär i USA i oktober 2010.

## Handling
Oskar är en ödmjuk 12-årig pojke som bor med sin mor Yvonne i Stockholmsförorten Blackeberg år 1982 och som ibland besöker sin far Erik ute på landsbygden. Det är inte klart varför Erik lever åtskild från Yvonne, men under ett besök, när Oskar och Erik njuter av en mysig kväll och spelar spel, anländer en berusad granne och Erik börjar dricka mycket med honom, vilket avbryter Oskars kväll med sin far. Oskars klasskamrater mobbar honom regelbundet, och han tillbringar sina kvällar med att fantisera om hämnd och samla urklipp från nyhetstidningar och tidskrifter om hemska mord. En natt möter han Eli, som verkar vara en blek flicka i hans ålder. Eli har nyligen flyttat in i grannlägenheten tillsammans med den äldre mannen Håkan. Med tiden får de en nära relation när Oskar lånar ut sin Rubiks kub till Eli, och de utbyter morsekodmeddelanden via sin gemensamma lägenhetsvägg. Håkan begär att Eli ska sluta träffa Oskar. När Eli frågar Oskar om ett sår på hans kind får hon veta att han blir mobbad av sina skolkamrater och då uppmuntrar hon honom att stå upp för sig själv. Detta inspirerar Oskar att anmäla sig till tyngdlyftningslektioner.
Tidigare har Håkan försökt att döda en förbipasserande på en gångväg nära en huvudgata för att skaffa färskt blod till Eli, men han misslyckas då han blir avbruten av en hundrastare. Vid ett annat tillfälle uppmanas Eli att stanna och döda en man, Jocke, som är på väg hem från en krogrunda efter att ha sagt god natt till sin bäste vän Lacke. Den kattälskande enstöringen Gösta bevittnar attacken från sin lägenhet, men tror knappt sina ögon och vägrar senare att rapportera händelsen. Håkan gömmer Jockes kropp i en isvak i en sjö. Håkan gör senare ett nytt försök att skaffa blod till Eli, genom att fånga en tonårspojke i ett omklädningsrum. Pojkens vänner väntar på att han skall dyka upp, och går för att se varför han dröjer. Innan Håkan blir upptäckt häller han koncentrerad saltsyra på sitt eget ansikte, i syfte att vanställa ansiktet för att förhindra myndigheterna från att identifiera honom och kunna spåra upp Eli. Eli får reda på att Håkan har tagits till ett sjukhus och klättrar uppför byggnaden för att komma till hans rum. Håkan öppnar fönstret för Eli och erbjuder sitt eget blod till henne som mat. Efter att hon sugit Håkans blod faller han ut genom fönstret. Eli är nu ensam och går till Oskars lägenhet för att tillbringa natten med honom, under vilken tid de kommer överens om att "ha det som vi har det". Eli konstaterar att "Jag är ingen flicka", vilket Oskar besvarar (tvetydigt) med att antingen ignorera det eller acceptera den homoerotiska statusen i deras relation.
Oskar följer senare med på en skridskoutflykt på sjön med sin klass, där några av hans kamrater upptäcker Jockes kropp. Samtidigt står Oskar till sist upp mot sina plågoandar och slår mobbarledaren Conny i huvudet med en stav, vilket klyver hans öra. En tid senare visar Oskar Eli en hemlig plats som han känner till. Oskar föreslår att de bildar blodsband och skär ett sår i sin hand, och ber Eli att göra detsamma. Men Eli, som törstar efter hans blod men som inte vill skada Oskar, slafsar upp hans blod och springer sedan iväg. Lackes flickvän Virginia blir därefter attackerad av Eli. Lacke dyker upp i tid för att avbryta attacken. Virginia överlever, men hon upptäcker snart att hon har blivit smärtsamt känslig för solljus. Virginia törstar efter blod och går för att besöka Gösta, där hon blir våldsamt attackerad av hans katter. På sjukhuset inser Virginia vad hon har blivit och ber sin sjuksköterska att öppna persiennerna. När solljuset strömmar in antänds hon och slukas i lågor eftersom vampyrer inte tål solljus. 
Oskar får reda på Elis sanna natur och konfronterar henne, och hon medger att hon är vampyr. Oskar blir först upprörd av Elis behov av att döda människor för att överleva. Men Eli insisterar att deras blodtörstiga natur är jämlika, i Oskars vilja att döda och Elis behov av att döda, och hon uppmuntrar Oskar att "bli mig lite." Lacke inser att han har förlorat allt på grund av Eli, och beslutar sig för att spåra henne till hennes lägenhet. Han bryter sig in och upptäcker att Eli sover i ett badkar. Han förbereder sig för att döda Eli, men Oskar, som gömt sig inne i lägenheten, ingriper. Eli vaknar genast upp, hoppar på Lacke, dödar honom och dricker hans blod. Eli tackar Oskar, men hon inser att det inte längre är säkert för henne att bo kvar i lägenheten och lämnar den samma kväll.
Nästa morgon får Oskar ett telefonsamtal från Connys vän Martin, som övertalar Oskar att återuppta sitt träningsprogram i ett badhus. Mobbarna, som leds av Connys sadistiske storebror Jimmy, startar en brand för att locka ut Oskars magister Ávila från badhuset, går in i poolområdet och beordrar de andra barnen att sticka därifrån. Jimmy tvingar Oskar att stanna under vattnet och hotar med att skära av hans ena öga om han inte håller andan i tre minuter. Något som Oskar knappast kan överleva. Medan Oskar stannar under vattnet anländer Eli och räddar Oskar genom att döda och slita sönder mobbarna, men skonar Andreas, den mest motvilliga av mobbarna, som lämnas kvar snyftande på en bänk. Senare åker Oskar tåg med Eli i en låda bredvid sig, för att hon ska kunna undvika solljuset. Eli knackar ordet "kyss" till Oskar i morsekod, och han knackar tillbaka med "puss".

## Rollista
- Kåre Hedebrant – Oskar
- Lina Leandersson – Eli
  - Elif Ceylan – Elis röst
  - Susanne Ruben – Eli som gammal
- Per Ragnar – Håkan
- Henrik Dahl – Erik, Oskars pappa
- Karin Bergquist – Yvonne, Oskars mamma
- Peter Carlberg – Lacke
- Ika Nord – Virginia
- Mikael Rahm – Jocke
- Karl Robert Lindgren – Gösta
- Anders T. Peedu – Morgan
- Pale Olofsson – Larry
- Cayetano Ruiz – Magister Ávila
- Patrik Rydmark – Conny
- Johan Sömnes – Andreas
- Mikael Erhardsson – Martin
- Rasmus Luthander – Jimmy
- Sören Källstigen – Janne, Eriks vän
- Bernt Östman – Virginias sjuksköterska
- Kajsa Linderholm – Oskars lärare
- Lena Nilsson – Håkans sjuksköterska
- Malin Cederbladh – Sjukhusreceptionist
- Ingemar Raukola – Vaktmästare

## Produktion
Filmprojektet startade i slutet av 2004 när producenten John Nordling från produktionsbolaget EFTI kontaktade John Ajvide Lindqvists utgivare Ordfront för att förvärva rättigheterna till en filmatisering av Ajvide Lindqvists roman. "På Ordfront bara skrattade de när jag ringde, jag var typ den 48:e de satte upp på listan. Men jag ringde upp John Ajvide Lindqvist och det visade sig att vi hade samma idé om vilken typ av film vi skulle göra. Det handlade inte om pengar, utan om rätt konstellation". John Nordling introducerade romanen för regissören Tomas Alfredson. Vanligtvis uppskattade inte Alfredsson att få böcker, eftersom "det är en privat sak att välja vad du vill läsa", men efter ett par veckor bestämde han sig för att läsa den. Skildringen av mobbning i romanen påverkade Alfredson djupt. "Det är väldigt svårt och mycket jordnära, osentimentalt (...) Jag hade en period när jag växte upp när jag hade svåra tider i skolan (...) Så det skakade mig verkligen", sade han till Los Angeles Times. Ajvide Lindqvist kände redan till Alfredsons tidigare arbete, och han, Alfredson och Nordling upptäckte att de "förstod varandra mycket väl".
Förutom EFTI ingick samproducenter från Sveriges Television och det regionala produktionscentrumet Filmpool Nord. Filmproduktionen involverade en total budget på cirka 29 miljoner kronor, inklusive stöd från Svenska Filminstitutet, Nordisk Film- & TV Fond och WAG.

### Manus
Filmens och romanens titel refererar till Morrisseys låt "Let the Right One Slip In". Lindqvist insisterade på att själv skriva filmens manus. Alfredson var obekant med vampyr- och skräckgenren och var från början skeptisk till att författaren för romanen skulle skriva filmatiseringen, men upptäckte att slutresultatet var mycket tillfredsställande. Flera av romanens bifigurer och händelser togs bort, och fokuserade i stället i första hand på kärlekshistorien mellan huvudpersonerna Oskar och Eli. Håkans roll i filmen blev betydligt mindre i jämförelse med romanen. Till skillnad från den litterära förlagan skildrades varken hans personlighet eller bakgrund, och hans namn framkom endast i filmens eftertexter. Alfredson ansåg att filmen inte skulle kunna hantera temat pedofili utan att bli för rörig och mista sitt fokus på kärlekshistorien mellan de två huvudpersonerna Oskar och Eli, det som Alfredson ansåg vara romanens starkaste spår.
Ett viktigt avsnitt i romanen beskriver vad som händer när en vampyr går in i ett rum objuden, en handling som traditionella vampyrberättelser vanligtvis förbjuder. Alfredson ville ursprungligen utelämna detta från filmen, men Ajvide Lindqvist begärde att det skulle inkluderas. Alfredson var tidigare nervös inför scenen. Han insåg i postproduktionen att ljudeffekterna och musiken gjorde scenen "Amerikanskt på ett dåligt vis", och var tvungen att ta bort dessa för att få scenen att fungera. Slutresultatet, som visar att Eli börjar sakta blöda från sina ögon, öron och porer, fick positiva reaktioner från många recensenter. Peter Bradshaw från The Guardian beskrev det som en "hemofilisk förkastelse".
Romanen presenterar Eli som en tvekönad pojke som kastrerades några århundraden tidigare av en sadistisk vampyradelsman. Filmen behandlar frågan om Elis kön mer tvetydigt: i en kort scen där Eli klär på sig en klänning ges en glimt av ett ärr utan något tydligt utarbetande. När Oskar ber Eli att bli hans flickvän försöker Eli att tala om för Oskar att "Jag är ingen flicka". Enligt en intervju med Alfredsson var det uttänkt att några tillbakablickscener skulle förklara denna aspekt mer i detalj, men dessa scener blev så småningom bortklippta. I slutändan var Ajvide Lindqvist nöjd med filmatiseringen. När Alfredson visade honom åtta minuter av filmen för första gången började han "gråta eftersom jag tyckte att det var så satans vackert". Han beskrev senare filmen som ett "mästerverk". "Det spelar ingen roll att [Alfredson] inte velat göra som jag tänkt på alla punkter. Det hade han naturligtvis aldrig kunnat göra. Filmen är hans kreativa process", sade han.

### Rollfördelning
"Både Kåre och Lina som spelade huvudrollerna är extremt intelligenta,
 
har en exceptionell integritet och är båda typerna av konstiga gamla människor.
 
(...) Det tog oss ett år att hitta dem, och jag tycker att de är exempellöst fantastiska."

—Tomas Alfredson, regissör
Rollfördelningen av huvudskådespelarna tog nästan ett år att genomföra, och som hölls med en öppen audition över hela Sverige. Kåre Hedebrant valdes ut för att provspela för rollen som Oskar efter en inledande visning på hans skola, och fick rollen så småningom. Lina Leandersson svarade på en online-annons som sökte en 12-årig pojke eller flicka som var "bra på att springa". Efter ytterligare tre auditions valdes hon ut för att spela Eli.
Alfredson beskrev rollfördelningen som den svåraste delen i filmens produktion. Han hade vissa farhågor om samspelet mellan de två skådespelarna. Han ville att skådespelarna skulle se oskyldiga ut, och kunna interagera framför kameran. De skulle vara "varandras spegelgestalter. Hon är ju allt det som han inte är. Mörk, stark, modig och flicka. De skulle bilda ett par, som två sidor av samma mynt." Vid ett annat tillfälle förklarade Alfredson att "rollfördelningen var 70 procent av arbetet, det handlar inte om att välja rätt människor att göra rollerna. Det handlar om att skapa ackord, hur ett B- och A-moll samverkar tillsammans, och som spelas tillsammans."
I slutändan uttryckte Alfredson sin tillfredsställelse med resultatet, och har ofta hyllat Hedebrant och Leandersson för att vara "extremt intelligenta" och "exempellöst fantastiska".

### Inspelning

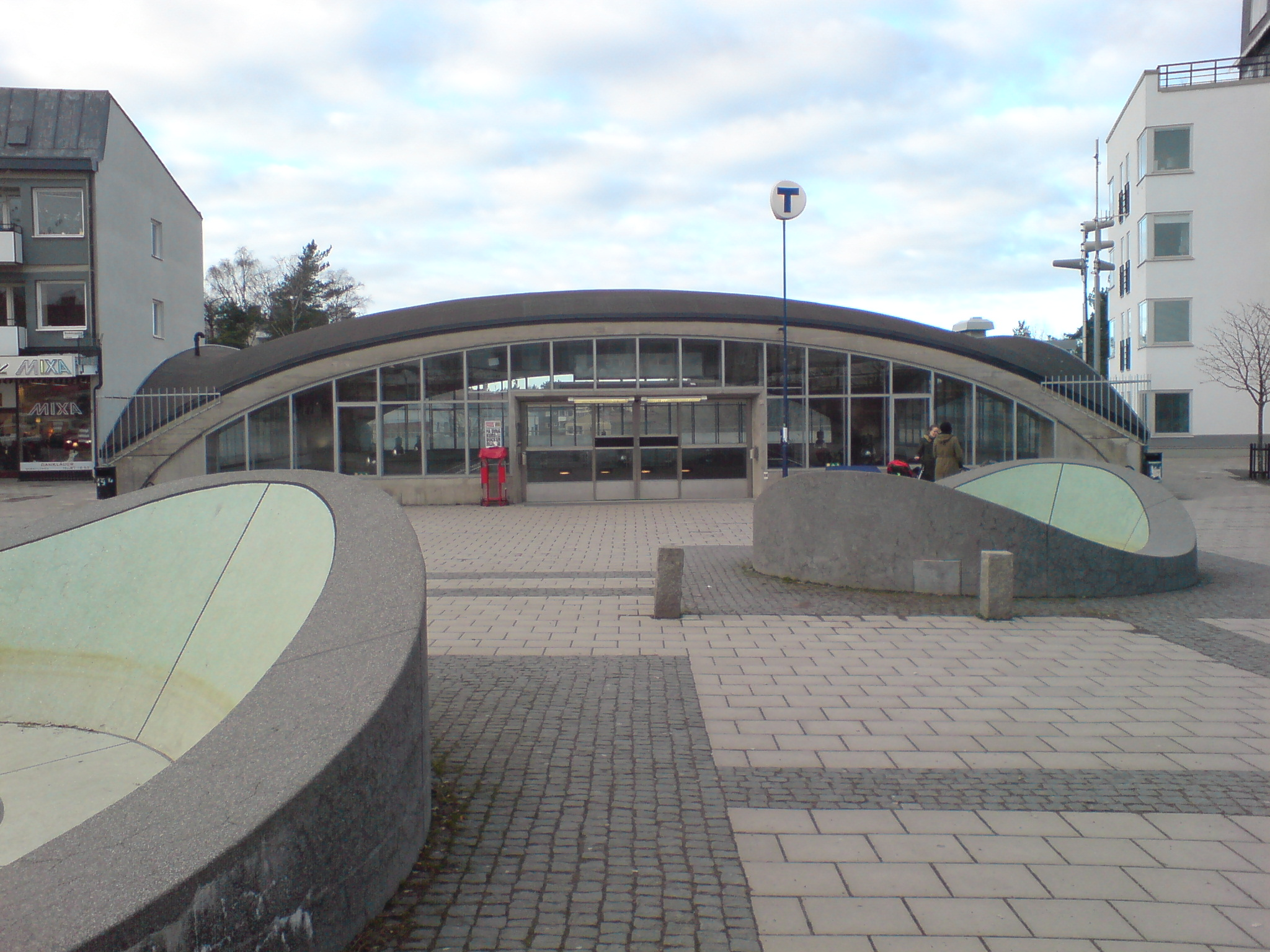
Delar av filmen spelades in utanför Blackebergs station.

Trots att filmen utspelar sig i Stockholmsförorten Blackeberg ägde inspelningsstarten rum i Luleå, för att med säkerhet kunna få tillräckligt mycket snö och kyla. Området där inspelningen ägde rum byggdes under ungefär samma tidpunkt som Blackebergs bebyggelse under 1950-talet och har likartad arkitektur. Alfredson spelade dock in vissa scener i Blackebergsområdet. Den scen där Eli hoppar ned på Virginia från ett träd spelades in på Blackebergs torg. Även scenerna som utspelar sig på krogen spelades in på Blackebergs torg. Till detta användes en iordningställd affärslokal, bredvid Biografen Kaskad, med utsikt över torget. En annan scen, där Eli anfaller Jocke i en gångtunnel, spelades in i närheten av Råcksta centrum vid Multrågatan. Den ursprungliga Blackebergstunneln som Lindqvist föreställde sig ansågs vara alltför hög för att passa in i filmen. Några av utomhusscenerna i närbild gjordes i en nedkyld studio. Klätterställningen där en stor del av samspelet mellan Oskar och Eli utspelar sig konstruerades specifikt för filmen. Dess konstruktion var avsedd att passa Cinemascope-formatet bättre än en vanlig klätterställning, som annars hade behövt beskäras från höjden.
Den största delen av inspelningen gjordes med en enda fastställd Arriflex 535-kamera. Nästan ingen handhållen utrustning användes och få klippningar gjordes. Åkningen utfördes med en spårbunden dolly i stället för med en Steadicam, för att skapa lugna och förutsägbara kamerarörelser. Filmteamet ägnade särskild uppmärksamhet åt belysning. Filmfotografen Hoyte van Hoytema och Alfredson uppfann en teknik som de kallade för "sprayljus". I en intervju beskrev van Hoytema det som följande: "Om du kunde fånga vagt elektriskt ljus i en burk och spraya det som en hårspray över Elis lägenhet, då skulle det få samma resultat som det vi har skapat". För de känslomässiga scenerna mellan Oskar och Eli valde oftast van Hoytema att sprida ut belysningen.

### Postproduktion
Filmen innehåller cirka 50 inspelningar med datorgenererade bilder. Alfredson ville göra dessa mycket subtila och nästan omärkliga. Den scen där flera katter attackerade Virginia krävde flera veckors utarbetande och planering, och beskrevs som en av de mest komplicerade scenerna till filmen. Filmteamet använde en kombination av verkliga katter, uppstoppade katter och datorgenererade bilder.
Hela filmen innehåller analoga ljudeffekter. Den ansvarige ljuddesignern Per Sundström förklarade att "Nyckeln till bra ljudeffekter är att arbeta med naturliga och riktiga ljud (...) Dessa analoga ljud kan omarbetas digitalt så mycket som behövs, men ursprunget måste vara naturligt". Sundström designade ljudlandskapet för att komma så nära skådespelarna som möjligt, med hörbara hjärtslag, andningar och sväljningar. Sent i produktionen beslutades det också att dubba Lina Leanderssons röst med en mindre kvinnlig sådan, för att understryka hennes bakgrundshistoria. "Hon är 200 år gammal, inte tolv. Vi behövde det där missförhållandet. Det gör henne dessutom hotfull", sade Sundström. Både män och kvinnor upp till fyrtio års ålder provspelade för rollen. Efter en omröstning beslutade filmteamet med att välja Elif Ceylan, som gjorde rösten till samtliga Elis dialoger. Inspelningar av Ceylan där hon äter melon och korv kombinerades med olika djurljud för att efterlikna det ljud när Eli biter sina offer och dricker deras blod.
Ljudteamet vann en Guldbagge för särskilda insatser från Svenska Filminstitutet.

### Musik
Den svenske kompositören Johan Söderqvist komponerade filmens musik. Alfredson instruerade honom att komponera något som lät hoppfullt och romantiskt, i motsats till de händelser som äger rum i filmen. Söderqvist beskrev musiken som att den bestod både av mörker och ljus, och betonade melodi och harmoni som dess viktigaste egenskaper.
Slovakiens nationella symfoniorkester framförde musiken. Två år tidigare hade de utfört musiken för Frostbiten, den första svenska vampyrfilmen. Den placerades på fjärde plats på Ain't it Cool News lista över "Topp 10 bästa musik från 2008", och beskrevs som att den "noggrant vävar samman stammar av rysligt kall skräck med den omgivande värmen i nyförvärvad kärlek". Tidskriften If beskrev musiken som "den vackraste emotionella musiken som fortfarande behagar de odöda. Det är en känsla av mör melankoli som levererar sin skräck på ett subtilt sätt, likt en kammarorkester".
Låten "Kvar i min bil", skriven och framförd av Per Gessle, spelas upprepade gånger i filmen. Låten var ursprungligen en outtake från Gessles soloalbum En händig man, och var speciellt gjord för filmen för att efterlikna ljudet från den populära popgruppen Gyllene Tider från 1980-talet. Gessle beskrev låten som "en bluesig trudelutt med snygg svängig gitarrhook". Andra låtar i filmen är "Försonade" från 1968 skriven och framförd av Agnetha Fältskog; "Flash in the night" från 1981 skriven av Tim Norell och Björn Håkansson och framförd av Secret service; "Strö lite rosor" skriven av Karl-Ewert Christenson och framförd av Egon Kjerrmans Underhållningsorkester; "Längtans blomma är störst på håll" skriven av Hans Alfredson och Tage Danielsson och arrangerad av Lasse Bagge; och "Dags å välja sida" skriven av Peps Persson och framförd av Peps Blodsband.
Den 11 november 2008 släpptes filmens soundtrack i en begränsad upplaga på 500 exemplar av Moviescore Media. Den innehåller 21 stycken av Söderqvists musik från filmen.

## Distribution
Låt den rätte komma in visades för första gången på Göteborgs filmfestival den 26 januari 2008, där Alfredson vann festivalens Nordiska filmpris. Sedan dess har filmen visats på flera andra filmfestivaler, bland annat på Tribeca Film Festival i New York 24 april 2008, Edinburghs internationella filmfestival den 25 juni 2008, och Neuchâtel International Fantastic Film Festival (NIFFF) i Schweiz den 3 juli 2008 där den vann en Méliès d'Argent. Filmen hade Sverigepremiär den 24 oktober 2008, gick upp i Norge och på vissa amerikanska biografer. Ursprungligen planerades premiären till april 2008, men den sköts upp till hösten då filmbolaget ansåg att filmen var så bra att den kunde stå sig mot den tuffa konkurrensen på hösten.

## Mottagande

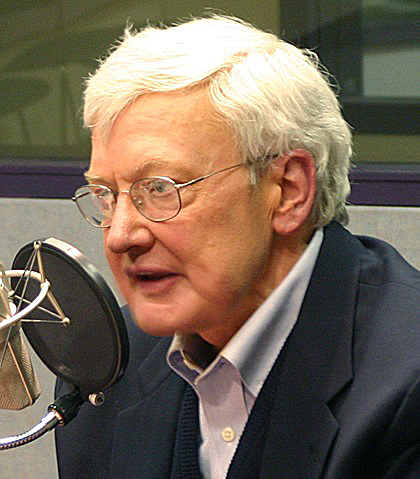
Filmkritikern Roger Ebert gav Låt den rätte komma in betyget 3.5 av 4 stjärnor och kallade den för "Den bästa moderna vampyrfilmen".

Låt den rätte komma in fick ett starkt mottagande från både svenska och internationella filmkritiker. På webbsidan Rotten Tomatoes har filmen betyget 98% baserat på 184 recensioner (på deras så kallade "Tomatometer") med ett genomsnittligt betyg på 8.3 av 10. Webbplatsens skrev att: "Låt den rätte komma in återupplivar den till synes trötta vampyrgenren genom att effektivt blanda skräck med intelligent berättande". Av 31 recensioner som listades på recensionssammanställningssidan Kritiker.se fick filmen ett genomsnittligt betyg på 4.1 av 5. På Metacritic har filmen ett genomsnittsbetyg på 82 av 100, baserat på 30 recensioner.
Jeanette Gentele från Svenska Dagbladet gav filmen betyget 5 av 6 och skrev att Tomas Alfredson kan "konsten att berätta i bilder istället för i ord om ett samhälle där hjärtan förvandlats till istappar och var och en får klara sig bäst den kan, men också om kärlek som uppbrott och befrielse, kärlek varm och röd som blod på vit smältande snö". Även Maaret Koskinen, som recenserade filmen för Dagens Nyheter, underströk bildernas betydelse. Hon menar att bildkvaliteten i sig signalerar ett berättarperspektiv. Hon exemplifierar med de röda och vita färgerna. Det kan vara ett förtorkat nypon som tränger fram ur en snötäckt buske eller ett abrupt klipp från vita björkar till en flaska Vino Tinto. Hon frågade sig hur man ska finna någon enhetlighet eller omedelbart igenkännbart personligt uttryck i Låt den rätte komma in. Hon tvekade inför att kalla det för en auteurfilm med tanke på Alfredsons nära samarbete med Ajvide Lindqvist.
Sydsvenskans Annika Gustafsson, som gav betyget 4 av 5, skrev att filmen är en märklig, vacker, bloddrypande och mänsklig kärlekssaga. Gustafsson skrev att utöver handlingen återkallas stämningar och tonfall från det svenska förortssamhället i början på 1980-talet. Hon tror inte att de som har älskat boken kommer att bli besvikna. Hon menar att precis som många kritiker ansåg boken vara en kommentar till 2000-talets mer brutala samhälle går det också att se filmen på det viset. Gentele skrev att filmen på flera punkter står fri från boken. Bernt Eklund från Expressen kritiserade filmen för att den inte var tilltalande för de som inte är bitna i vampyrfilmer. Svenska Dagbladets radiokrönikör Erik Löfvendahl kommenterade ett inslag i Sveriges Radio P4 med Tomas Alfredson. Här sade Alfredson att han inte betraktar Låt den rätte komma in som en vampyrfilm i första hand, utan snarare som en barndomsskildring, en berättelse om barnets förmåga att överleva, och att vampyrtemat fungerar mer som ett medel och inte som ett mål.
Roger Ebert gav filmen betyget 3.5 av 4 stjärnor och kallade det för en vampyrfilm som tar vampyrer på allvar och drog jämförelser med Nosferatu och Nosferatu - nattens vampyr. Han beskrev det som en berättelse om "två ensamma och desperata barn som är kapabla till att utföra mörka gärningar utan någon uppenbar känsla", och berömde skådespelarna för deras "kraftfulla" framträdanden i sina "utmattande" roller. Ebert kallade senare filmen för "Den bästa moderna vampyrfilmen". En negativ recension skrevs av Owen Gleiberman från Entertainment Weekly, som gav filmen betyget "C", och kännetecknande det som en "svensk hjärngympa", med "några läskiga bilder men med väldigt lite som kan hålla ihop dem".
Bloody Disgusting rankade filmen på första plats på sin lista över "Topp 20 skräckfilmer från decenniet", där artikeln säger att "det är tillräckligt sällsynt för en skräckfilm att vara bra, ännu ovanligare är de som fungerar som äkta konstverk. Låt den rätte komma in är en av dessa filmer – en stram vacker skapelse som långsamt uppenbarar sig, liksom de bästa konstverken gör. Historiens enkelhet tillåter den svenske regissören Tomas Alfredson att fokusera på dessa två unga karaktärer med en genomträngande inblick som inte bara gör den till en stor vampyrfilm, utan också till en stor ungdomsfilm. I grunden är filmen helt enkelt en mänsklig historia, en eftertänksam reflektion över de enastående möjligheterna av mänsklig kontakt. Mest av allt är det en film som stannar i dig, och vars storlek kommer att fortsätta att växa under de kommande decennierna." 2010 rankades filmen på 15:e plats i tidskriften Empires lista över "Världens 100 bästa biofilmer". Författarnas motivering var att "i dessa dagar, där varannan film verkar ha vampyrer, krävs en mycket speciell twist på legenden för att kunna överraska oss - men den här slog ner oss och bet sedan oss i halsen" och ansåg att den "besynnerliga centrala vänskapen" mellan de två huvudpersonerna var det som gjorde filmen "så skrämmande och så magnetisk". I början av 2010-talet genomförde Time Out en undersökning bland flera författare, regissörer, skådespelare och kritiker som har arbetat inom skräckgenren där de fick rösta på sina bästa skräckfilmer. Låt den rätte komma in placerades på 19:e plats på deras topp 100-lista.

### Lagringsmedium
Filmen släpptes i Nordamerika på DVD och Blu-ray i mars 2009 av Magnet Films, och i Storbritannien i augusti av Momentum Pictures. De amerikanska skivorna innehåller både den svenska dialogen och en engelskdubbad version, medan de europeiska versionerna har enbart svenska och ett ljudbeskrivande spår på engelska. Icons of Fright rapporterade att den amerikanska lanseringen kritiserades för att den innehöll nya och förenklade engelska undertexter i stället för de ursprungliga undertexterna i bioversionen. Efter klagomål från kunder konstaterade Magnet Films att de skulle släppa en uppdaterad version med de ursprungliga undertexterna, men att de inte skulle komma att byta ut aktuella skivor. Alfredson uttryckte också sitt missnöje med DVD-undertexterna och kallade det för en "kalkon-översättning". "Kollar man på nätet så är folk vansinniga över hur dåligt det gjorts", tillade han.

### Utmärkelser och nomineringar
Alfredson vann Nordiska filmpriset på Göteborg Film Festival på grund av att han "lyckas att förvandla en vampyrfilm till en riktigt originell, rörande, roande och värmande berättelse om vänskap och marginalisering". Filmen vann i fem kategorier på Guldbaggegalan 2008: Bästa regi, Bästa manuskript, Bästa foto, samt två Guldbaggar för särskilda insatser för Bästa produktionsdesign och för Bästa ljud. Den var även nominerad för Bästa film och Bästa manliga biroll. Filmen tilldelades den högsta utmärkelsen på Tribeca Film Festival, "Founders Award för bästa narrativ". Filmen vann också en Méliès d'Argent (Silver-Méliès) på Neuchâtel International Fantastic Film Festival (NIFFF) och tilldelades en Méliès d'Or (Guld-Méliès) för "Bästa Europeiska fantastiska långfilm", av European Fantastic Film Festivals Federation, vilket NIFFF är en del av. Andra utmärkelser inkluderar Rotten Tomatoes första Critical Consensus Award vid Edinburgh Film Festival.
Trots att Låt den rätte komma in var en internationellt framgångsrik film blev den inte skickad av Sverige till Oscarsgalan 2009 inom kategorin Bästa icke-engelskspråkiga film. Detaljerna kring filmens berättigande för tilldelningen resulterade i viss förvirring. Då den hade biopremiär den 24 oktober 2008 skulle filmen normalt vara berättigad till att skickas in till Oscarsgalan 2010. Dock beslutade producenterna att släppa filmen den 24 september som en sju-dagars begränsad upplaga endast i Luleå. Detta skulle i stället vara tillräckligt för att uppfylla kriterierna för att filmen skulle kunna skickas in till Oscarsgalan 2009. När Svenska Filminstitutet den 16 september meddelade att Jan Troells film Maria Larssons eviga ögonblick hade valts ut i stället för Låt den rätte komma in blev visningarna i Luleå inställda. Trots att filmen släpptes inom den stödberättigande perioden för Oscarsgalan 2010 blev den inte tillåten att skickas till den amerikanska filmakademien av Svenska Filminstitutet eftersom filmer inte får beaktas två gånger.
| Utmärkelse                                         | Kategori                                       | Översättning                                | Mottagare                                    | Resultat  |
| -------------------------------------------------- | ---------------------------------------------- | ------------------------------------------- | -------------------------------------------- | --------- |
| Amsterdam Fantastic Film Festival                  | Silver Scream Award                            | Silverskrikpriset                           | Tomas Alfredson                              | Vann      |
| Amsterdam Fantastic Film Festival                  | Black Tulip Award                              | Svarta tulpanpriset                         | Tomas Alfredson                              | Vann      |
| Austin Fantastic Fest                              | Best Horror Feature                            | Bästa skräckfilm                            | –                                            | Vann      |
| Austin Film Critics Association                    | Best Foreign Language Film                     | Bästa utlandsspråkliga film                 | –                                            | Vann      |
| Australian Film Critics Association                | Best Overseas Film                             | Bästa utländska film                        | –                                            | Vann      |
| Boston Society of Film Critics Awards              | Foreign Language Film                          | Utlandsspråkiga film                        | –                                            | Vann      |
| British Academy Film Awards                        | Best Film Not in the English Language          | Bästa icke-engelskspråkiga film             | –                                            | Nominerad |
| British Independent Film Awards                    | Best Foreign Film                              | Bästa utländska film                        | –                                            | Vann      |
| Broadcast Film Critics Association Awards          | Best Foreign Language Film                     | Bästa utlandsspråkliga film                 | –                                            | Nominerad |
| Calgary International Film Festival                | Best International Feature                     | Bästa internationella film                  | Tomas Alfredson                              | Vann      |
| Chicago Film Critics Association Awards            | Most Promising Filmmaker                       | Mest lovande filmskapare                    | Tomas Alfredson                              | Vann      |
| Chicago Film Critics Association Awards            | Most Promising Performer                       | Mest lovande aktör                          | Lina Leandersson                             | Nominerad |
| Edinburgh International Film Festival              | Rotten Tomatoes Critical Consensus Award       | Rotten Tomatoes kritiska konsensuspris      | Tomas Alfredson                              | Vann      |
| Empire Awards                                      | Best Horror Film                               | Bästa skräckfilm                            | –                                            | Vann      |
| European Independent Film Critics Awards           | Best Film                                      | Bästa film                                  | –                                            | Vann      |
| European Independent Film Critics Awards           | Best Director                                  | Bästa regissör                              | Tomas Alfredson                              | Vann      |
| European Independent Film Critics Awards           | Best Actress                                   | Bästa skådespelerska                        | Lina Leandersson                             | Nominerad |
| European Independent Film Critics Awards           | Best Producer                                  | Bästa producent                             | Carl Molinder John Nordling                  | Nominerad |
| European Independent Film Critics Awards           | Best Adapted Screenplay                        | Bästa manus efter förlaga                   | John Ajvide Lindqvist                        | Nominerad |
| European Independent Film Critics Awards           | Best Cinematography                            | Bästa foto                                  | Hoyte Van Hoytema                            | Vann      |
| European Independent Film Critics Awards           | Best Editing                                   | Bästa klippning                             | Tomas Alfredson Dino Jonsäter                | Nominerad |
| European Independent Film Critics Awards           | Best Original Score                            | Bästa musik                                 | Johan Söderqvist                             | Nominerad |
| Fant-Asia Film Festival                            | Best European/North — South American Film      | Bästa Europeiska/Nord — Sydamerikanska film | Tomas Alfredson                              | Vann      |
| Fant-Asia Film Festival                            | Best Director                                  | Bästa regissör                              | Tomas Alfredson                              | Vann      |
| Fant-Asia Film Festival                            | Best Film                                      | Bästa film                                  | Tomas Alfredson                              | Vann      |
| Fant-Asia Film Festival                            | Best Photography                               | Bästa foto                                  | Hoyte Van Hoytema                            | Vann      |
| Florida Film Critics Circle Awards                 | Best Foreign Language Film                     | Bästa utlandsspråkliga film                 | –                                            | Vann      |
| Gérardmer Film Festival                            | Critics Award                                  | Kritikerpriset                              | Tomas Alfredson                              | Vann      |
| Gérardmer Film Festival                            | Best Film                                      | Bästa film                                  | Tomas Alfredson                              | Vann      |
| Göteborg Film Festival                             | Nordiska filmpriset                            |                                             | Tomas Alfredson                              | Vann      |
| Göteborg Film Festival                             | Nordic Vision Award                            | Nordiska Visionspriset                      | Hoyte Van Hoytema                            | Vann      |
| Goya Awards                                        | Best European Film                             | Bästa Europeiska film                       | –                                            | Nominerad |
| Guldbaggegalan                                     | Särskilda insatser                             |                                             | Eva Norén                                    | Vann      |
| Guldbaggegalan                                     | Särskilda insatser                             |                                             | Per Sundström Jonas Jansson Patrik Strömdahl | Vann      |
| Guldbaggegalan                                     | Bästa foto                                     |                                             | Hoyte Van Hoytema                            | Vann      |
| Guldbaggegalan                                     | Bästa regi                                     |                                             | Tomas Alfredson                              | Vann      |
| Guldbaggegalan                                     | Bästa manuskript                               |                                             | John Ajvide Lindqvist                        | Vann      |
| Guldbaggegalan                                     | Bästa film                                     |                                             | John Nordling Carl Molinder                  | Nominerad |
| Guldbaggegalan                                     | Bästa manliga biroll                           |                                             | Per Ragnar                                   | Nominerad |
| Houston Film Critics Society Awards                | Best Foreign Language Film                     | Bästa utlandsspråkliga film                 | –                                            | Nominerad |
| International Online Film Critics' Poll            | Best Film                                      | Bästa film                                  | –                                            | Nominerad |
| International Online Film Critics' Poll            | Top Ten Films                                  | Topp 10 filmer                              | –                                            | Vann      |
| International Online Film Critics' Poll            | Best Director                                  | Bästa regissör                              | Tomas Alfredson                              | Vann      |
| International Online Film Critics' Poll            | Best Adapted Screenplay                        | Bästa manus efter förlaga                   | John Ajvide Lindqvist                        | Nominerad |
| International Online Film Critics' Poll            | Best Cinematography                            | Bästa foto                                  | Hoyte Van Hoytema                            | Nominerad |
| International Online Film Critics' Poll            | Best Film of the Decade                        | Årtiondets bästa film                       | –                                            | Nominerad |
| International Online Film Critics' Poll            | Top Ten Films of the Decade                    | Topp 10 bästa filmer från årtiondet         | –                                            | Vann      |
| International Online Film Critics' Poll            | Best Director of the Decade                    | Årtiondets bästa regissör                   | Tomas Alfredson                              | Nominerad |
| Irish Film & Television Awards 2010                | International Film                             | Internationella film                        | –                                            | Nominerad |
| Kansas City Film Critics Circle Awards             | Best Foreign Language Film                     | Bästa utlandsspråkliga film                 | –                                            | Vann      |
| London Film Critics' Circle Awards                 | Foreign Language Film of the Year              | Årets utlandsspråkliga film                 | Tomas Alfredson                              | Vann      |
| NatFilm Festival                                   | Critics Award                                  | Kritikerpriset                              | Tomas Alfredson                              | Vann      |
| Neuchâtel International Fantastic Film Festival    | Grand Prize of European Fantasy Film in Silver | European Fantasy Films stora silverpris     | Tomas Alfredson                              | Vann      |
| Neuchâtel International Fantastic Film Festival    | Special Mention                                | Särskilt omnämnande                         | Tomas Alfredson                              | Vann      |
| Neuchâtel International Fantastic Film Festival    | Youth Jury Award                               | Unga jurypriset                             | Tomas Alfredson                              | Vann      |
| Online Film Critics Society Awards                 | Best Foreign Language Film                     | Bästa utlandsspråkliga film                 | –                                            | Vann      |
| Online Film Critics Society Awards                 | Best Screenplay, Adapted                       | Bästa manus, efter förlaga                  | John Ajvide Lindqvist                        | Vann      |
| Online Film Critics Society Awards                 | Breakthrough Filmmaker                         | Banbrytande filmskapare                     | Tomas Alfredson                              | Vann      |
| Online Film Critics Society Awards                 | Breakthrough Performance                       | Banbrytande prestation                      | Lina Leandersson                             | Vann      |
| Online Film Critics Society Awards                 | Breakthrough Performance                       | Banbrytande prestation                      | Kåre Hedebrant                               | Nominerad |
| Phoenix Film Critics Society Awards                | Best Foreign Language Film                     | Bästa utlandsspråkliga film                 | –                                            | Vann      |
| Puchon International Fantastic Film Festival       | Best Director                                  | Bästa regissör                              | Tomas Alfredson                              | Vann      |
| Puchon International Fantastic Film Festival       | Citizen's Choice Award                         | Medborgarnas Choice Award                   | Tomas Alfredson                              | Vann      |
| San Diego Film Critics Society Awards              | Best Foreign Language Film                     | Bästa utlandsspråkliga film                 | –                                            | Vann      |
| San Francisco Film Critics Circle                  | Best Foreign Language Film                     | Bästa utlandsspråkliga film                 | –                                            | Vann      |
| Saturn Awards                                      | Best International Film                        | Bästa internationella film                  | –                                            | Vann      |
| Saturn Awards                                      | Best Performance by a Younger Actor            | Bästa prestation från en yngre skådespelare | Lina Leandersson                             | Nominerad |
| Saturn Awards                                      | Best Writing                                   | Bästa författande                           | John Ajvide Lindqvist                        | Nominerad |
| Sitges Film Festival                               | Grand Prize of European Fantasy Film in Gold   | European Fantasy Films stora guldpris       | Tomas Alfredson                              | Vann      |
| Southeastern Film Critics Association Awards       | Best Foreign Language Film                     | Bästa utlandsspråkliga film                 | –                                            | Vann      |
| Toronto After Dark Film Festival                   | Best Feature Film                              | Bästa långfilm                              | Tomas Alfredson                              | Vann      |
| Toronto Film Critics Association Awards            | Best Foreign Language Film                     | Bästa utlandsspråkliga film                 | –                                            | Vann      |
| Tribeca Film Festival                              | Best Narrative Feature                         | Bästa narrativ                              | Tomas Alfredson                              | Vann      |
| Washington DC Area Film Critics Association Awards | Best Foreign Language Film                     | Bästa utlandsspråkliga film                 | –                                            | Vann      |
| Woodstock Film Festival                            | Best Narrative Feature                         | Bästa narrativ                              | Tomas Alfredson                              | Vann      |

## Amerikansk nyversion
Efter biopremiären av Låt den rätte komma in ägde rum tecknade Matt Reeves, regissören bakom monsterfilmen Cloverfield, ett avtal om att skriva och regissera en engelskspråkig version för Overture Films och Hammer Films. Hammer Films förvärvade rättigheterna på Tribeca Film Festival 2008, och Overture films planerade att släppa filmen år 2010. Alfredson uttryckte sitt missnöje om idén om en nyinspelning, och sade att "nyinspelningar bör göras av filmer som inte är mycket bra, som ger dig chansen att fastställa vad som har gått fel" och uttryckte sin oro för att slutresultatet skulle bli alltför "strömlinjeformat". Alfredson var tidigare ombedd att regissera nyinspelningen, men han tackade nej och sade att "Jag är för gammal för att göra samma film två gånger och jag har andra historier som jag vill berätta." Lindqvist sade däremot att han hade hört att Reeves "kommer att göra en ny film baserad på boken, och inte göra om den svenska filmen" och att "det ska vara något helt annat, men det kommer att bli riktigt intressant att se." Hammer Films producent Simon Oakes hänvisade till projektet som en nyinspelning av filmen och senare inte som en nyinspelning, utan endast som "Reeves' version". Let Me In hade biopremiär i slutet av 2010 där Chloë Grace Moretz och Kodi Smit-McPhee spelar som Abby respektive Owen, vilka är Elis respektive Oskars motparter, och fick mycket positiva recensioner trots att filmen inte presterade bra kommersiellt.